# Libertarismo di destra
Il libertarismo di destra (anche detto populismo libertario di destra o chiamato capitalismo libertario dai suoi proponenti) è una filosofia politica ed un tipo di libertarismo che sostiene fortemente i diritti di proprietà capitalistici e difende la distribuzione sul mercato delle risorse naturali e della proprietà privata. Il termine "libertarismo di destra" è usato per distinguere questa classe di opinioni sulla natura della proprietà e del capitale dal libertarismo di sinistra, un tipo di libertarismo che combina l'autocontrollo con un approccio egualitario alle risorse naturali. Contrariamente al libertarismo socialista, il libertarismo di destra sostiene il capitalismo ed il libero mercato. Come la maggior parte delle forme di libertarismo, il libertarismo di destra sostiene le libertà civili, in particolare il giusnaturalismo, i diritti negativi e un'importante inversione del moderno Stato sociale.
Come tutti i sostenitori delle ideologie affini al libertarismo, i libertari di destra si definiscono semplicemente "libertari". Essendo il tipo più comune di libertarismo negli Stati Uniti, il libertarismo di destra è diventato negli USA il significato più comune di "libertarismo" dalla fine del XX secolo, mentre storicamente e altrove continua ad essere ampiamente usato anche per riferirsi a forme di socialismo anti-Stato come l'anarchismo e più in generale comunismo libertario e socialismo libertario. Intorno al tempo di Murray Rothbard, che negli anni '60 rese popolare il termine "libertario" negli Stati Uniti, i movimenti anarcocapitalisti iniziarono a definirsi "libertari", portando alla nascita del termine "libertario di destra" per distinguerli. Rothbard stesso ha riconosciuto la cooptazione del termine e si vantava della sua "cattura [...] dal nemico".
Il pensiero politico della destra libertaria è caratterizzato dalla rigorosa priorità data alla libertà, con la necessità di massimizzare le libertà individuali e minimizzare la portata dell'autorità pubblica. I libertari di destra in genere vedono lo Stato come la principale minaccia alla libertà. Questo anti-statalismo differisce dalle dottrine anarchiche in quanto si basa su un individualismo senza compromessi, e che pone anche l'enfasi sulla cooperazione umana (ma in maniera minore rispetto al libertarismo di sinistra) al posto del Welfare state. La filosofia della destra libertaria è radicata anche nelle idee di diritti individuali ed al laissez-faire. Economicamente, i libertari di destra non fanno distinzioni tra capitalismo e mercati liberi e vedono ogni tentativo di dettare i processi del mercato come controproducenti, enfatizzando i meccanismi e la natura autoregolante del mercato mentre ritengono evitabile l'intervento del governo e superflui ed improduttivi i tentativi di ridistribuire la ricchezza. Sebbene tutti i libertari di destra si oppongano all'intervento del governo, esiste una divisione tra gli anarcocapitalisti, che vedono lo Stato come un male inutile e vogliono che i diritti di proprietà siano tutelati senza legge attraverso il crimine, il contratto e il diritto di proprietà generati dal mercato; e i miniarchici, che credono invece che sia necessario uno Stato minimo, spesso indicato come un "guardiano notturno", per fornire ai suoi cittadini tribunali, forze armate e forze di polizia.
Sebbene il libertarismo di destra sia influenzato dal pensiero liberale classico, con alcuni che lo vedono come una sua variante, ci sono differenze significative tra le due ideologie. Edwin van de Haar, studioso olandese indipendente specializzato nella tradizione liberale nel pensiero politico internazionale, sostiene che "confusamente, negli Stati Uniti il termine libertarismo è talvolta usato anche per o dai liberali classici. Ma questo maschera erroneamente le differenze tra loro". Il liberalismo classico rifiuta di dare priorità alla libertà sull'ordine e quindi non mostra l'ostilità verso lo Stato che è la caratteristica distintiva del libertarismo. Pertanto, i libertari di destra credono che i liberali classici favoriscano un eccessivo coinvolgimento dello Stato, sostenendo che non hanno abbastanza rispetto per i diritti di proprietà individuali e mancano di sufficiente fiducia nel funzionamento del libero mercato e nel suo ordine spontaneo. Inoltre, i libertari di destra non sono d'accordo con i liberali classici in quanto troppo favorevoli alle banche centrali e alle politiche monetariste.

## Definizioni

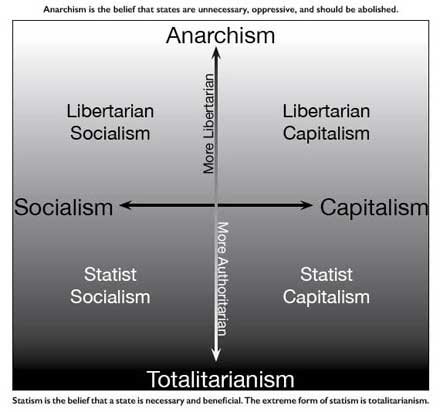
Un diagramma di gruppo economico in cui il libertarianismo di destra rientra nel "capitalismo libertario". I libertari di destra si oppongono al capitalismo di Stato, sostenendo invece l'economia laissez-faire all'interno del capitalismo.

Le persone descritte come "libertarie di sinistra" o "libertarie di destra" generalmente si definiscono semplicemente "libertarie" e si riferiscono alla loro filosofia come "libertarismo". Di conseguenza, alcuni autori e scienziati politici classificano le forme del libertarismo in due gruppi, libertarismo di sinistra e di destra, per distinguere le visioni su proprietà e capitale.
Tradizionalmente, il termine "libertario" fu coniato dal filosofo comunista libertario Joseph Déjacque per indicare politiche di sinistra solitamente indicate come anarchismo e socialismo libertario dalla metà al tardo Ottocento. Da quando, con il moderno sviluppo delle politiche libertari di destra, come le correnti del miniarchismo e dell'anarcocapitalismo, il termine "libertario" è stato usato da metà del Novecento per sostenere invece il capitalismo laissez-faire e forti diritti di proprietà privata, sono stati più spesso usati i termini "libertarismo di sinistra" e "di destra" per distinguere le due correnti ideologiche.
Il libertarismo di destra è stato descritto come una combinazione di libertà individuali ed opposizione allo Stato, con un forte sostegno al libero mercato e alla proprietà privata. I diritti di proprietà sono stati il problema che ha diviso le filosofie libertarie. Secondo Jennifer Carlson, il libertarismo di destra è la forma dominante di libertarismo negli Stati Uniti. I libertari di destra "vedono i forti diritti di proprietà privata come base per la libertà e quindi sono - per citare il titolo del testo di Brian Doherty sul libertarismo negli Stati Uniti - "radicali per il capitalismo".
Herbert Kitschelt e Anthony J. McGann vedono il libertarismo di destra - "una strategia che combina posizioni a favore del mercato con opposizione all'autorità gerarchica, sostegno alla partecipazione politica non convenzionale e sostegno al femminismo e all'ambientalismo" - in contrasto con l'autoritarismo di destra.
Mark Bevir crede nell'esistenza di tre tipi di libertarismo, ossia di destra, di sinistra e il libertarismo consequenzialista sostenuto dall'economista premio Nobel Friedrich von Hayek.
Secondo il contemporaneo anarcocapitalista statunitense Walter Block, i libertari di sinistra e i libertari di destra concordano con alcune premesse libertarie, ma "differiscono in termini di implicazioni logiche di questi assiomi fondatori". Sebbene alcuni libertari rifiutino lo spettro politico, in particolare lo spettro politico sinistra-destra, il libertarismo di destra e diversi filoni di libertarismo orientati a destra negli Stati Uniti sono stati spesso descritti come di destra, talvolta della Nuova Destra o della "destra radicale" e reazionaria.
L'attivista e politico libertario statunitense David Nolan, il principale fondatore del Partito Libertario, ha sviluppato quello che ora è conosciuto come il diagramma di Nolan (vedi a destra) per sostituire il tradizionale spettro politico sinistra-destra.
Dalla rinascita del neoliberismo negli anni '70, il libertarismo di destra si è diffuso anche oltre il Nord America attraverso gruppi di riflessione e partiti politici. Negli Stati Uniti, il libertarismo è sempre più visto come questa posizione a favore del capitalismo di libero mercato.

## Filosofia
Il libertarismo di destra si è sviluppato negli Stati Uniti a metà del XX secolo dalle opere di scrittori liberali europei come John Locke, Friedrich von Hayek e Ludwig von Mises ed è oggi la concezione più popolare del libertarismo negli Stati Uniti. È comunemente indicato come una continuazione o radicalizzazione del liberalismo classico. I più importanti tra questi primi filosofi di destra libertaria furono i moderni libertari americani come Robert Nozick e Murray Rothbard.
Sebbene spesso condividano la difesa delle libertà sociali con la sinistra libertaria, i libertari di destra apprezzano anche le istituzioni sociali che applicano condizioni del capitalismo mentre respingono le istituzioni che funzionano in opposizione a queste sulla base del fatto che tali interventi rappresentano una coercizione non necessaria degli individui e l'abrogazione della loro libertà economica. Gli anarco-capitalisti cercano la completa eliminazione dello Stato a favore delle agenzie di difesa private, mentre i miniarchici difendono gli Stati minimi che mantengono solo quelle funzioni di governo necessarie per salvaguardare i diritti naturali, intesi in termini di proprietà privata o autonomia.
I libertari di destra sono economicamente liberali, solitamente vicini ai monetaristi, alla scuola di economia di Chicago o alla scuola austriaca e sostengono il capitalismo laissez-faire, che definiscono come il libero mercato in opposizione al capitalismo statalista e all'interventismo statale.
Il libertarismo di destra e il suo individualismo sono stati discussi come parte della Nuova destra in relazione al neoliberismo e al thatcherismo. Nel XX secolo, il conservatorismo liberale della Nuova Destra influenzato dal libertarismo di destra emarginò altre forme di conservatorismo.

La Stanford Encyclopedia of Philosophy descrive la filosofia della destra libertaria come segue:
Il libertarismo è spesso considerato una dottrina di "destra". Questo, tuttavia, è errato per almeno due motivi. In primo luogo, sulle questioni sociali, piuttosto che economiche, il libertarismo tende ad essere di "sinistra". Si oppone a leggi che limitano le relazioni sessuali consensuali e private tra adulti (ad es. sesso tra gay, sesso non coniugale e sesso deviante), a leggi che limitano l'uso di droghe, a leggi che impongono opinioni o pratiche religiose agli individui e al servizio militare obbligatorio. In secondo luogo, oltre alla versione più nota del libertarismo - il libertarismo di destra - esiste anche una versione nota come "libertarismo di sinistra". Entrambi sostengono la piena auto-proprietà, ma differiscono rispetto ai poteri che gli agenti devono appropriarsi di risorse naturali non appropriate (terra, aria, acqua, ecc.).
I libertari di destra si distinguono dalla tradizione libertaria dominante per la loro relazione con proprietà e capitale. Mentre sia il libertarismo che il libertarismo di destra condividono una generale differenza nei confronti del potere da parte dell'autorità governativa, quest'ultimo esenta il potere esercitato dal capitalismo di libero mercato. Storicamente, i libertari come Herbert Spencer e Max Stirner hanno sostenuto la protezione della libertà individuali dai poteri del governo e della proprietà privata. Pur condannando l'invasione governativa sulle libertà personali, i libertari di destra sostengono le libertà sulla base del loro accordo con i diritti di proprietà privata e l'abolizione dei servizi pubblici non fondamentali è un tema comune negli scritti di destra libertaria.
Sebbene associato al capitalismo di libero mercato, il libertarismo di destra non si oppone in linea di principio all'egualitarismo e al socialismo volontario. Tuttavia, i libertari di destra credono che il sistema economico che sostengono sarebbe risultato superiore e che la gente lo preferirebbe al socialismo. Per Nozick, ciò non implica il supporto del capitalismo, ma semplicemente che il capitalismo è compatibile con il libertarismo, qualcosa che è respinto dai libertari anticapitalisti.

### Principio di non aggressione
Il principio di non aggressione (NAP) è spesso descritto come il fondamento di diverse filosofie libertarie odierne, incluso il libertarismo di destra. Il NAP è una istanza morale che ritiene intrinsecamente illegittima l'aggressione, definita come la minaccia o l'uso di violenza, contro una persona o l'altrui legittima proprietà.
Il principio è stato usato retoricamente per opporsi a politiche come la coscrizione, le tasse e le leggi sui crimini senza vittime (come contrabbando, uso ricreativo di stupefacenti, eccetera), ma l'uso del NAP come giustificazione per il libertarismo di destra è stato anche criticato come ragionamento circolare e come offuscamento retorico della natura dei rafforzamenti delle leggi sulla proprietà, ritenuti coercitivi.

### Diritti di proprietà
È ancora discusso se il libertarismo di destra e il libertarismo di sinistra "rappresentino ideologie distinte o variazioni di un tema", di certo il libertarismo di destra è molto più a favore della proprietà privata capitalista e dei diritti di proprietà. I libertari di destra sostengono che le risorse naturali non possedute da nessuno "possono diventare della prima persona che le scopre, mescola il suo lavoro con esse o le rivendica semplicemente - senza il consenso degli altri e con un pagamento scarso o nullo per loro". Ciò contrasta con il libertarismo di sinistra in cui "le risorse naturali non possedute da nessuno appartengono a tutti in modo egualitario". I libertari di destra ritengono che le risorse naturali non siano originariamente di proprietà di nessuno e che quindi le parti private se ne possano appropriare senza il consenso di altri (ad esempio senza un'imposta sul valore fondiario).

### Stato
C'è un dibattito tra i libertari di destra sulla legittimità dello Stato. Mentre gli anarco-capitalisti sostengono la sua abolizione, i miniarchici sostengono Stati minimi, spesso definiti "guardiani notturni". I miniarchici sostengono che lo stato è necessario per la protezione delle persone dalle aggressioni, dalla violazione del contratto, dalla frode e dal furto. Credono che le uniche istituzioni governative legittime siano i tribunali, le forze militari e quelle di polizia, anche se alcuni ampliano questo elenco per includere i rami esecutivo e legislativo, i vigili del fuoco e le carceri. I minarchisti giustificano lo Stato sulla base del fatto che è la logica conseguenza dell'adesione al principio di non aggressione. Alcuni minarchisti sostengono che uno Stato è inevitabile, ritenendo che l'anarchia sia futile. Altri sostengono che l'anarchia sia immorale perché implica che il principio di non aggressione sia facoltativo e non sufficiente per essere applicato, poiché l'applicazione delle leggi in anarchia è aperta alla concorrenza. Un'altra giustificazione comune è che le agenzie di difesa private e gli studi giudiziari tenderebbero a rappresentare gli interessi di coloro che li pagano abbastanza.

## Correnti

### Libertarismo classico
La maggior parte dei libertari vedono con riluttanza la coercizione statale e promuovono il libero mercato, sostenendo la vicinanza dei conservatori alle loro posizioni in quanto tradizionalmente questi ultimi sostengono il taglio delle tasse, la diminuzione della spesa pubblica, il pareggio di bilancio, privatizzazioni, la diminuzione dello Stato sociale, la cancellazione delle barriere protezioniste al libero mercato, politiche di liberalizzazione e deregolamentazione e la difesa della proprietà privata. Allo stesso tempo pongono una notevole attenzione politica per quanto riguarda i temi etici e civili e sono generalmente favorevoli sul solco del radicalismo liberale ad eutanasia, aborto, procreazione assistita, ricerca scientifica, studio terapeutico delle cellule staminali, legalizzazione della prostituzione e la liberalizzazione delle droghe.

### Neoliberismo
Il termine neoliberismo indicava negli anni 1930 una filosofia economica che si proponeva come terza via tra liberalismo classico e pianificazione centrale dell'economia, ma a partire dagli anni 1960 divenne sinonimo di liberalismo economico e quindi di difesa del libero mercato, deregolamentazione e forte riduzione del controllo del governo sull'economia. I più noti esponenti di questa corrente sono gli economisti Friedrich Hayek e Milton Friedman. Il termine è usato soprattutto in senso spregiativo verso le teorie economiche liberiste.

### Paleolibertarismo
Il paleolibertarismo è una corrente fortemente avversa agli atteggiamenti aggressivi e militaristi in politica estera. Fu fondata da Lew Rockwell e Murray Rothbard ed è associata storicamente al Ludwig von Mises Institute. Si può considerare come l'unione tra i principi classici del libertarismo e gli ideali conservatori. I temi chiave di questa corrente sono l'anarcocapitalismo, una vicinanza all'anti-federalismo statunitense e la teoria economica della scuola austriaca.

## Diffusione
Dagli anni '70, il libertarismo di destra si è diffuso oltre gli Stati Uniti. Con la fondazione del Partito Libertario nel 1971, molti paesi seguirono l'esempio e vennero fondati partiti libertari che sostenevano questo tipo di libertarismo, insieme al liberalismo classico, al liberismo e al neoliberismo, in tutto il mondo, tra cui Gran Bretagna, Israele e Sudafrica. A livello internazionale, la maggior parte dei partiti libertari è raggruppata all'interno dell'Alleanza Internazionale dei Partiti Libertari, di Interlibertarians o del Partito Europeo per la Libertà Individuale, a livello europeo, ed il libertarismo di destra è rappresentato da associazioni come Students for Liberty e Liberty International, giornali come Reason e Liberty, ed ha ispirato progetti come Free State Project e Liberland.

### Argentina
Javier Milei, economista e politico argentino, dal dicembre 2023 presidente dell'Argentina, è spesso considerato come appartenente al libertarismo di destra.

### Europa
Tra i partiti europei definiti come libertari di destra e rappresentati nei rispettivi Parlamenti nazionali vi sono l'Alleanza Liberale in Danimarca, Nowa Nadzieja in Polonia e il Partito del Progresso in Norvegia.

#### Regno Unito
Nel Regno Unito, il libertarismo di destra si è diffuso in seguito alle politiche neoliberiste della presidenza di Margaret Thatcher, ed attualmente è rappresentato principalmente dal Partito Libertario e da una fazione del Partito Conservatore, che sostiene il Thatcherismo.

### Stati Uniti
Negli USA, il libertarismo di destra è la fazione dominante e più conosciuta di libertarismo, rappresentata soprattutto dal Partito Libertario (terzo partito americano alle ultime elezioni) e da alcune fazioni del Partito Repubblicano. Tra le figure statunitensi più note riconducibili a questa filosofia politica, si hanno Murray Rothbard, Robert Nozick, Hans-Hermann Hoppe (paleolibertario), Walter Block, David Friedman (figlio del premio Nobel per l'economia Milton Friedman) e Ron Paul, esponente della corrente libertaria e non-interventista del Partito Repubblicano e membro della Camera dei Rappresentanti.

### Nuova Zelanda
In Nuova Zelanda, il libertarismo di destra è rappresentato dal partito ACT New Zealand, fondato nel 1994. Alle ultime elezioni tenutesi nel 2023 ha ottenuto circa l'8,64% dei consensi e 11 seggi in Parlamento.